# Тери
Тери́ (укр. Тері, крымскотат. Teri, Тери) — исчезнувшее село в Кировском районе Республики Крым, располагавшееся на севере района, в степной части Крыма, примерно в 1,5 км к северу от современного села Шубино.

## История
Первое документальное упоминание села встречается в Камеральном Описании Крыма… 1784 года, судя по которому, в последний период Крымского ханства Тери входил в Старо-Крымский кадылык Кефинского каймаканства.
После присоединения Крыма к России (8) 19 апреля 1783 года, (8) 19 февраля 1784 года, именным указом Екатерины II сенату, на территории бывшего Крымского Ханства была образована Таврическая область и деревня была приписана к Левкопольскому, а после ликвидации в 1787 году Левкопольского — к Феодосийскому уезду Таврической области. После Павловских реформ, с 1796 по 1802 год, входила в Акмечетский уезд Новороссийской губернии. По новому административному делению, после создания 8 (20) октября 1802 года Таврической губернии, Тери был включён в состав Парпачской волости Феодосийского уезда.
По Ведомости о числе селений, названиях оных, в них дворов… состоящих в Феодосийском уезде от 14 октября 1805 года, в деревне Тере числилось 19 дворов и 80 жителей. На военно-топографической карте генерал-майора Мухина 1817 года деревня Тере также обозначена с 19 дворами. После реформы волостного деления 1829 года Тере, согласно «Ведомости о казённых волостях Таврической губернии 1829 года», отнесли к Агерманской волости (переименованной из Парпачской). На карте 1836 года в деревне Теры 23 двора, как и на карте 1842 года.
В 1860-х годах, после земской реформы Александра II, деревню приписали к Арма-Элинской волости. Согласно «Списку населённых мест Таврической губернии по сведениям 1864 года», составленному по результатам VIII ревизии 1864 года, Тере (Теры) — общинная татарская деревня с 6 дворами, 26 жителями и мечетью близ Сиваша. По обследованиям профессора А. Н. Козловского начала 1860-х годов, в селении «все без исключения колодцы с весьма солёною водою, годною лишь для животных. Людьми же в пищу не употребляется». На трёхверстовой карте Шуберта 1865—1876 года в деревне Теры обозначено 10 дворов.
По «Памятной книге Таврической губернии 1889 года», по результатам Х ревизии 1887 года, в деревне Тера, уже Владиславской волости, числилось 34 двора и 180 жителей. В результате земской реформы 1890-х годов деревня осталась в составе Владиславской волости. По «…Памятной книжке Таврической губернии на 1892 год» в деревне Тери, входившей в Унгутское сельское общество, числилось 30 жителей в 9 домохозяйствах. По «…Памятной книжке Таврической губернии на 1902 год» в деревне Тери числилось 100 жителей в 9 домохозяйства. По Статистическому справочнику Таврической губернии. Ч.II-я. Статистический очерк, выпуск пятый Феодосийский уезд, 1915 год, в деревне Тере (Терчи) Владиславской волости Феодосийского уезда числилось 26 дворов (10 дворов с землёй, 16 — безземельные) с татарским населением в количестве 70 человек приписных жителей и 68 — «посторонних», из которых 57 мужчин и 63 женщины. Жители владели 190 десятинами удобной земли. В хозяйствах имелось 30 лошадей, 16 волов, 23 коровы и 83 головы овец, свиней, или коз.
После установления в Крыму Советской власти, по постановлению Крымревкома от 8 января 1921 года была упразднена волостная система и село вошло в состав вновь созданного Владиславовского района Феодосийского уезда, а в 1922 году уезды получили название округов. 11 октября 1923 года, согласно постановлению ВЦИК, в административное деление Крымской АССР были внесены изменения, в результате которых округа ликвидировались и Владиславовский район стал самостоятельной административной единицей. Декретом ВЦИК от 04 сентября 1924 года «Об упразднении некоторых районов Автономной Крымской С. С. Р.» в октябре 1924 года район был преобразован в Феодосийский и село включили в его состав. Согласно Списку населённых пунктов Крымской АССР по Всесоюзной переписи 17 декабря 1926 года, в селе Тере (Терчи), Коп-Отузского сельсовета Феодосийского района, числилось 19 дворов, все крестьянские, население составляло 102 человека, все татары, действовала татарская школа I ступени (пятилетка). Постановлением ВЦИК «О реорганизации сети районов Крымской АССР» от 30 октября 1930 года из Феодосийского района был выделен (воссоздан) Старо-Крымский район (по другим сведениям 15 сентября 1931 года) и село включили в его состав, а, с образованием в 1935 году Кировского — в состав нового района. В последний раз селение встречается на двухкилометровке РККА 1942 года.

### Динамика численности населения
| - 1805 год — 80 чел. - 1864 год — 26 чел. - 1889 год — 180 чел. - 1892 год — 30 чел. | - 1902 год — 100 чел. - 1915 год — 70/68 чел. - 1926 год — 102 чел. |